# Dinastia Kongrat
La dinastia Kongrat fou un llinatge que va governar el kanat de Khivà del 1804 al 1920. El seu nom venia per ser el caps de la tribu turca dels kungrats (també qongrat, qungrat i kungrat). Anteriorment al 1804, durant el segle xviii i especialment després del 1764, ja tenien el poder efectiu en la seva condició d'inaks o generals i caps de tribu. El 1873 la dinastia va haver d'acceptar el protectorat de Rússia.
El 9 d'abril de 1918 els bolxevics de Rússia van renunciar formalment al Protectorat. El 1918 el kan Asfendiyar Khan fou enderrocat per un cap tribal turcman anomenat Djunayd Khan, que va col·locar com a kan a Sayyid Abdullah Khan II, de la mateixa dinastia, però que fou un instrument del cap rebel. Es va iniciar un període anàrquic amb lluites freqüents.
L'avanç de la Revolució a Rússia va propiciar que els elements progressistes, amb l'ajuda de Rússia, es rebel·lessin el febrer del 1920. Tropes bolxevics (que ja havien entrat al kanat) van entrar a la capital del país. El kan va ser obligat a abdicar (2 de febrer) i es va formar un govern provisional de coalició entre liberals i comunistes i el 26 d'abril de 1920) es va proclamar la República, sota el nom de República Popular Soviètica de Coràsmia.

## Llista de kans
- Iltazar Khan (Iltazar Inak ibn Iwaz Inak Biy) 1804–1806
- Muhammad Rahim Bahadur Khan I 1806–1825
- Allah Kuli Bahadur Khan 1825–1842
- Muhammad Rahim Kuli Khan 1842–1846
- Muhammad Amin Bahadur Khan 1846–1855
- Sayyid Abdullah Khan I 1855
- Kutlugh Muhammad Murad Bahadur Khan 1855–1856
- Mahmud Bahadur Khan 1856
- Sayyid Muhammad Khan 1856–Setembre de 1864
- Sayyid Muhammad Rahim Bahadur Khan II (10 de setembre de 1864–Setembre de 1910)
- Isfandiyar Jurji Bahadur Khan (Setembre de 1910–1 d'octubre de 1918)
- Sayyid Abdullah Khan II (1 d'octubre de 1918–1 de febrer de 1920)